# سلحفاة النينجا
السلحفاة النينجا (الاسم العلمي:†Ninjemys) هي جنس من السلاحف المنقرضة يتبع فصيلة الميولانات من قريبات السلاحف.